# Petrov u Kunštátu
Petrov (deutsch Petrow) ist eine Gemeinde in Tschechien. Sie liegt vier Kilometer nordwestlich von Kunštát und gehört zum Okres Blansko.

## Geographie

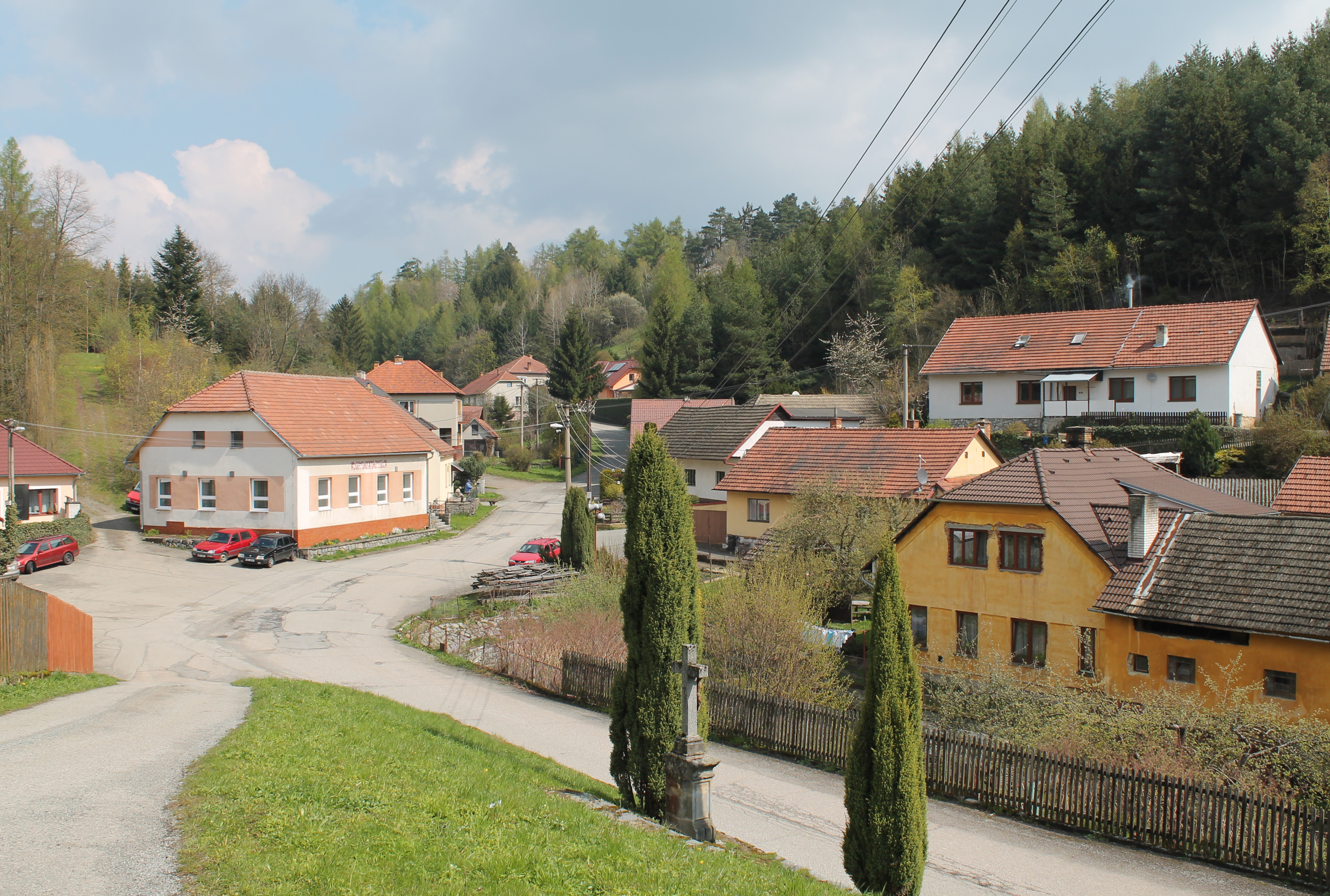
Petrov

Petrov befindet sich im Bergland der oberen Swratka, einem Teil der Böhmisch-Mährischen Höhe, im Tal des Baches Petrůvka. Das Dorf liegt im Norden des Naturparks Halasovo Kunštátsko. Nördlich erheben sich der Špilberk (Spielberg, 653 m) und Brablecův kopec (546 m), im Südosten der Kříb (582 m) und die Milenka (579 m), südlich die Mramorka (555 m) und der Kulíšek (692 m), im Südwesten der Horničí (701 m) und nordwestlich der Kocholík (651 m).
Nachbarorte sind Sulíkov und Vřesice im Norden, Vranová im Nordosten, Ořechov und Jasinov im Osten, Nýrovec, Nýrov und Rudka im Südosten, Kunštát, Sychotín und Makov im Süden, Rozseč nad Kunštátem im Südwesten, Louka und Crhov im Westen sowie Olešnice und Rozsíčka im Nordwesten.

## Geschichte
Die erste schriftliche Erwähnung des zur Herrschaft Kunstadt gehörigen Dorfes erfolgte im Jahre 1374 als Heralt von Kunstadt die Güter in Petrov, Sulíkov, Ústup, Rudka, Makov, Rozsíčka sowie Anteile von Zbraslavec, Touboř, Sychotín und Rozseč seiner Frau Jitka als Aussteuer überschrieb. 1406 erbten deren Söhne Jiří und Heralt von Kunstadt den Besitz. Bis zur Mitte des 19. Jahrhunderts blieb Petrov immer der Herrschaft Kunštát untertänig. Gepfarrt ist das Dorf nach Sulíkov.
Nach der Aufhebung der Patrimonialherrschaften war Petrov ab 1850 zusammen mit Sulíkov zur Gemeinde Rozseč in der Bezirkshauptmannschaft Boskovice zugehörig. Im Jahre 1867 entstand die Gemeinde Petrov.
Der 1924 geplante Bau einer Eisenbahnstrecke von Skalice nad Svitavou nach Bystré u Poličky, deren Trassenverlauf über Petrov projektiert war, scheiterte am Widerstand der Gemeinde Rozseč, die eine Trassierung über das eigene Gemeindegebiet verlangte und den Bau so gänzlich verhinderte. Mit Beginn des Jahres 1961 wurde die Gemeinde dem Okres Blansko zugeordnet.

## Gemeindegliederung
Für die Gemeinde Petrov sind keine Ortsteile ausgewiesen.

## Sehenswürdigkeiten
- Kapelle St. Peter und Paul, errichtet 1753
- Pavlů-Gut, Bauerngut in Schrotholzbauweise